# Tercera División de España 1981-82
La temporada 1981-82 de la Tercera División de España de fútbol fue durante esta campaña la cuarta categoría de las Ligas de fútbol de España, por debajo de la Segunda División B y por encima de las Divisiones Regionales. Comenzó el 6 de septiembre de 1981 y finalizó el 20 de junio de 1982 con la celebración de la promoción de ascenso.

## Promoción de ascenso a Segunda División B

### Equipos participantes
Los equipos clasificados para la promoción de ascenso a Segunda División B de la temporada 1981-82 se exponen en la siguiente tabla: 
Se indican en negrita los equipos que consiguieron el ascenso.
| Grupo I            | Grupo II        | Grupo III                   | Grupo IV                 | Grupo V            |
| ------------------ | --------------- | --------------------------- | ------------------------ | ------------------ |
| 1º Pontevedra C.F. | 1º U.P. Langreo | 1º S.D. Eibar               | 1º C.D. Binéfar          | 1º C.D. Hospitalet |
| 2º C.D. Orense     | 2º C. Siero     | 2º C.D. Aurrera de Ondarroa | 2º C.A. Osasuna Promesas | 2º C.F. Badalona   |

| Grupo VI          | Grupo VII        | Grupo VIII                | Grupo IX           | Grupo X                   |
| ----------------- | ---------------- | ------------------------- | ------------------ | ------------------------- |
| 1º C.D. Alcoyano  | 1º A.D. Parla    | 1º R. Valladolid Promesas | 1º U.D. Fuengirola | 1º C.P. Cacereño          |
| 2º Catarroja C.F. | 2º Talavera C.F. | 2º C.D. Salmantino        | 2º Martos C.D.     | 2º Mérida Industrial C.F. |

| Grupo XI           | Grupo XII      | Grupo XIII                 |
| ------------------ | -------------- | -------------------------- |
| 1º U.D. Poblense   | 1º U.D. Telde  | 1º Albacete Bpié.          |
| 2º C.D. Constancia | 2º U.D. Güímar | 2º Orihuela Deportiva C.F. |

- El C. Siero y el Martos C.D. no obtuvieron plaza por no ser ninguno de los 11 segundos clasificados con mejor puntuación de entre todos los grupos.

### Equipos ascendidos
Los siguientes equipos obtuvieron el ascenso a Segunda División B:
| Grupo I - No ascendió ningún equipo de este grupo Grupo II - No ascendió ningún equipo de este grupo Grupo III - No ascendió ningún equipo de este grupo Grupo IV - C.D. Binéfar - C.A. Osasuna Promesas Grupo V - C.D. Hospitalet | Grupo VI - No ascendió ningún equipo de este grupo Grupo VII - A.D. Parla Grupo VIII - No ascendió ningún equipo de este grupo Grupo IX - No ascendió ningún equipo de este grupo Grupo X - No ascendió ningún equipo de este grupo | Grupo XI - U.D. Poblense Grupo XII - No ascendió ningún equipo de este grupo Grupo XIII - Albacete Bpié. |